# Kamariótis
Kamariótis, en grec moderne : Καμαριώτης, est un village du dème de Malevízi, de l'ancienne municipalité de Tylissos, dans le district régional de Héraklion en Crète, en Grèce. Selon le recensement de 2001, la population de  Kamariótis compte 78 habitants. Le village est situé à une altitude de 620 m et à une distance de 29 km de Héraklion.

## Galerie

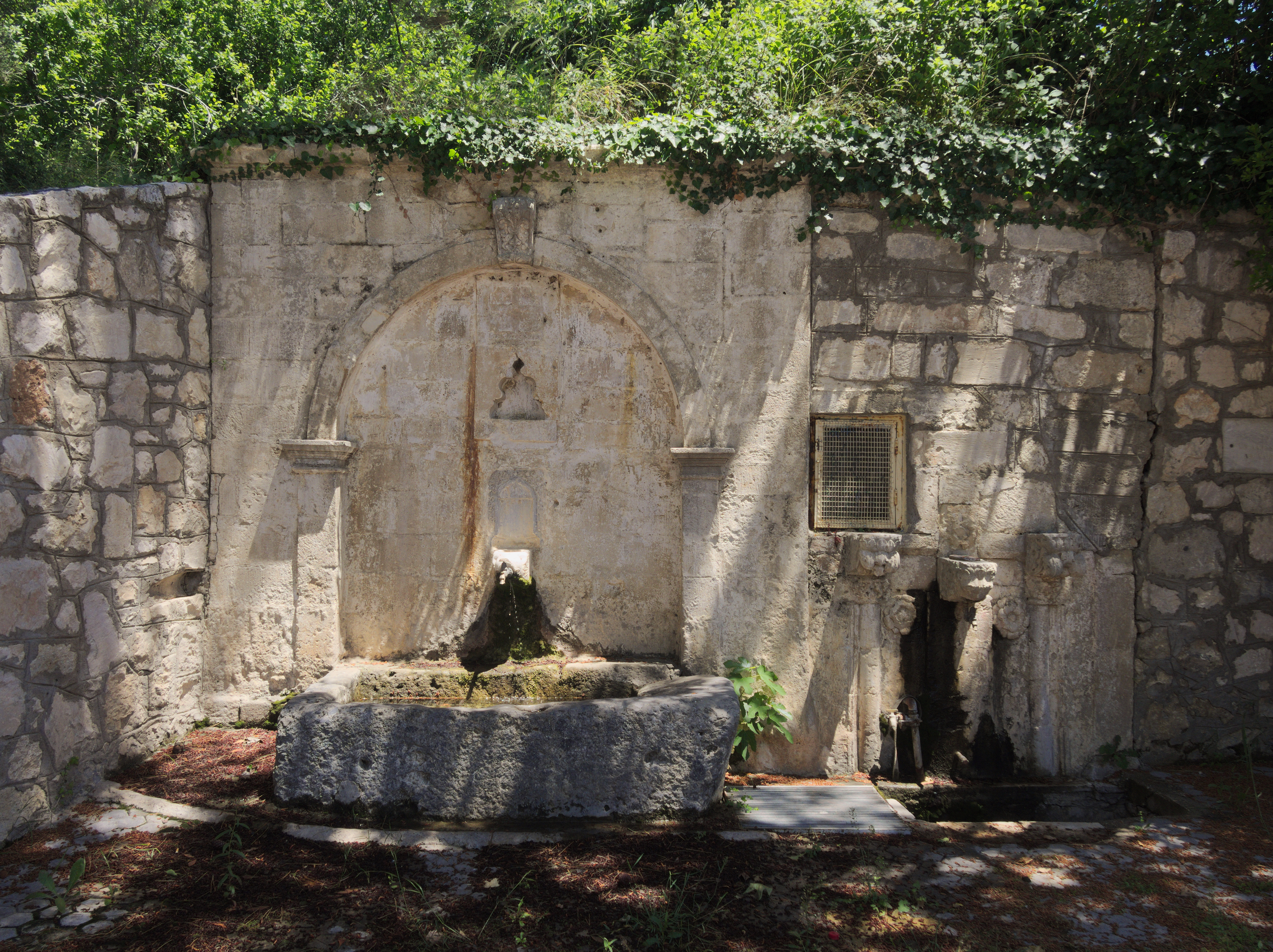
La fontaine turque.
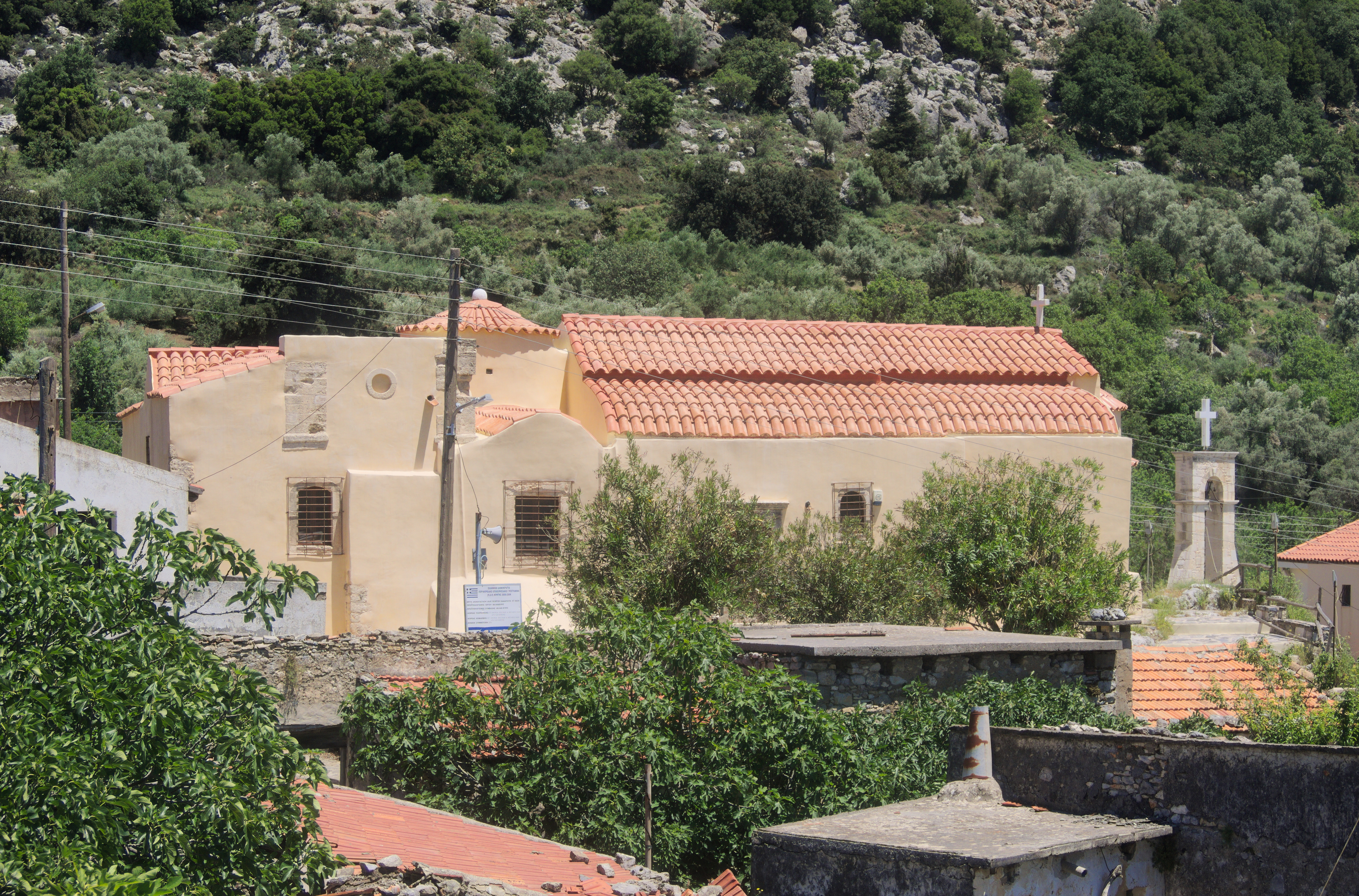
L'église d'Agios Georgios

## Source de la traduction
- (el) Cet article est partiellement ou en totalité issu de l’article de Wikipédia en grec moderne intitulé « Καμαριώτης Ηρακλείου » (voir la liste des auteurs).